# Lucky Millinder
Lucky Millinder (Anniston, 1910. augusztus 8. – New York, 1966. szeptember 28.) amerikai zenekarvezető.

## Pályafutása
Gyermekkorában vette fel a Millinder nevet. Az 1920-as években chicagoi klubokban, báltermekben és színházakban dolgozott ceremóniamesterként és táncosként. Bár nem tudott kottát sem írni, sem olvasni, és nem játszott semmilyen hangszeren sem (habár néha énekelt), showman képessége és zenei ízlése sikeressé tette zenéjét.
Először 1931-ben állt zenekar élén egy színházi turnén, majd 1932-ben átvette a Doc Crawford harlemi zenekar vezetését.
1933-ban egy zenekart vitt Európába, Monte-Carloba és Párizsba. 1934-ben visszatért New Yorkba, és átvette a Mills Blue Rhythm Band vezetését. Állandó helyük a Cotton Club volt.
1938-ban Bill Doggett együttesével dolgozott. 1940-ben  új zenekart alapított. Ez időben talált rá Sister Rosetta Tharpe énekesnőre, akivel sok éven át fellépett. A New York-i Savoy Ballroomban Dizzy Gillespie volt a trombitásuk.
Az 1940-es évek közepére a zenekar ismertté vált. 1944-ben Millinder beszervezte Wynonie Harris énekest, és a „Who Threw the Whisky in the Well” című felvételük 1645-ben nyolc hétig az R&B listán az 1. helyen állt.
Az 1940-es évek végén az együttes bejárta az összes nagy R&B nézőteret. A zenekar utolsó nagy sikere a „I'm Waiting Just for You” volt 1951-ben.
Zenekaráról úgy tartják, hogy a legnagyobb big band volt, amely rhythm and bluest játszott. Számos olyan zenésznek adott munkát, akik később jelentőssé váltak a rock and roll korszak hajnalán.
1986-ban bekerült az Alabama Jazz Hall of Fame-be.

## LP válogatás
- Lucky Days 1941–1945 (1980)
- Let It Roll (1982)
- Shorty's Got to Go (1984)
- Let It Roll Again (1986)